# Григорево
Григорѐво е село в Западна България. То се намира в Община Елин Пелин, Софийска област. Населението му е около 579 души (15 март 2024).

## География
Селото е разположено на 578 метра надморска височина в Софийското поле, на 2,5 километра северно от град Елин Пелин и на 23 километра източно от центъра на София. Землището на Григорево е с площ 8,53 квадратни километра и граничи със землищата на Мусачево на югозапад и запад, Яна на северозапад, Желява на север, Столник на запад и Елин Пелин на юг.

## История
По времето на османското владичество селото е било турски чифлик, за това в миналото носи името Чифлико. Към 1934 година населението му е около 710 души.

## Инфраструктура
Непосредствено на север от Григорево преминава Подбалканският път, свързващ София и Бургас.

## Култура
Съборът на селото се прави на първата неделя от месец юни. В деня преди събора става голямо оживление, привечер, когато по-възрастните дами излизат да пеят народни песни, децата танцуват и показват какво са научили на кръжоците по танци, всичко това се прави в читалището „Георги Сава Раковски“. Когато се смрачи хората се отправят към паметника, построен в чест на загиналите във войните за национално обединение. Попът на селото чете молитва. Кулминацията на празника е зарята.
Друго ежегодно събитие в Григорево е курбанът, който се прави също всяка година, на Малка Богородица, в църквата „Свети Григорий“, от чието име идва и името на селото.
На герба на село Григорево са изобразени два щъркела, а под тях на девизна лента е изписано „Отлитат, но се връщат“.
В Григорево са снимани части от филма „Лачените обувки на незнайния воин“, чийто режисьор е Рангел Вълчанов.